# ديف تشارلتون
ديف تشارلتون (بالإنجليزية: Dave Charlton)‏ هو سائق فورمولا 1 ومهندس بريطاني وجنوب أفريقي، ولد في 27 أكتوبر 1936 في Brotton ‏ في المملكة المتحدة، وتوفي في 24 فبراير 2013 في جوهانسبرغ في جنوب أفريقيا بسبب مرض.